# アルパゴ (コムーネ)
アルパゴ（伊: Alpago）は、イタリア共和国ヴェネト州ベッルーノ県にある、人口約6,600人の基礎自治体（コムーネ）。
2016年2月23日にファッラ・ダルパゴ、ピエーヴェ・ダルパゴ、プオス・ダルパゴが合併して新自治体が成立した。

## 地理

### 位置・広がり

#### 隣接コムーネ
隣接するコムーネは以下の通り。括弧内のPNはポルデノーネ県、TVはトレヴィーゾ県所属を示す。
- ベッルーノ
- キエース・ダルパゴ
- クラーウト (PN)
- エルト・エ・カッソ (PN)
- フレゴーナ (TV)
- ポンテ・ネッレ・アルピ
- ソヴェルゼネ
- タンブレ
- ヴィットーリオ・ヴェーネト (TV)

### 地震分類
イタリアの地震リスク階級 (it) では、zona 1 (sismicità alta) に分類される。

## 行政

### 分離集落
アルパゴには、以下の分離集落（フラツィオーネ）がある。
- Bastia, Buscole, Campon, Cornei, Curago, Farra d'Alpago, Foran, Garna, Lastra, Paludi, Pian Cansiglio, Pian Osteria, Pianture, Pieve d'Alpago (sede comunale), Plois, Poiatte, Puos d'Alpago, Quers, Santa Croce del Lago, Schiucaz, Sitran, Sommacosta, Spert, Tignes, Tomas, Torch, Torres, Valzella, Villa, Villaggio Riviera, Villanova